# Charles-Alexandre-Joseph Caullet
Charles-Alexandre-Joseph Caullet, né le 14 juillet 1741 à Berveaux[Quoi ?] (Luxembourg) et mort le 21 mars 1825 à Douai, est un peintre et enseignant français.
Il fut professeur à l'académie de Douai de 1774 à 1820.

## Biographie
Charles-Alexandre-Joseph Caullet fut professeur à l'académie de Douai du 9 août 1774 jusqu'au 3 mars 1820. 
Il est le père d'Helvétius Caullet, peintre portraitiste né à Douai le 15 avril 1794.

### Rencontre de Bonaparte
Charles-Alexandre-Joseph Caullet habitait rue du Vieux-gouvernement lorsque le régiment d'artillerie de La Fère vint tenir garnison à Douai du 17 octobre 1786 au 18 octobre 1787,. Il logea en sa maison le sous-lieutenant Napoléon Bonaparte. Celui-ci prenait en effet chaque année un congé de semestre après l'inspection générale et a pu demeurer un peu plus de six mois à Douai.

### Réalisation d'inventaire
Le 7 mars 1791, il dresse un procès-verbal de 293 œuvres mises en dépôt dans l'église des dominicains de Douai. Il s'agit de tous les tableaux enlevés dans les maisons religieuses de la ville, les églises, et monastères des environs à la suite de la Révolution. Le 11 avril 1794, ce dépôt est augmenté de 60 tableaux trouvés sous les scellés à la suite du décès de M. Dufour, procureur dit du Roi.

## Œuvres
- Courtrai, église paroissiale : Saint Jérôme.
- Douai :
  - musée de la Chartreuse : Autoportrait, 1823.
  - théâtre à l'italienne : décors (quatre ensembles : Palais, Salon de Molière, Chambre rustique, Bois), 1785[7]
- Pecquencourt, abbaye Saint-Sauveur d'Anchin : cycle de la Passion du Christ, 13 tableaux.

## Élèves
- Louis Léopold Boilly
- Hilaire Ledru